# The Defamation of Strickland Banks
The Defamation of Strickland Banks é o segundo álbum de estúdio pelo rapper britânico Plan B, lançado a 9 de Abril de 2010 através das editoras discográficas 679 e Atlantic. O disco difere do seu projecto de estreia, ao mostrar as suas capacidades de canto enquanto rapper. A 3 de Agosto de 2012, a The Official Charts Company revelou a lista dos álbuns mais vendidos digitalmente de todos os tempos, colocando-o em nono na tabela.